# Al-Zawra'a Sports Club
O Al-Zawra'a Sports Club é um clube de futebol com sede em Bagdá, Iraque. A equipe compete no Campeonato Iraquiano de Futebol.

## História
O clube foi fundado em 1969.
O Al-Zawra'a é considerado um dos maiores clubes do Iraque, tendo conquistado 14 títulos da liga, mais do que qualquer outro time iraquiano, e nunca ter sido rebaixado. Eles ganharam seu 13º título em 2015–16 e sem perder um único jogo da liga, foi a quarta vez que eles tinham vencido o campeonato invicto. Eles detêm o recorde de mais Copas da FA no Iraque (com 15), o recorde conjunto da maioria das Copas da elite iraquiana (com três) e o recorde da maioria das Supercopas iraquianas (com quatro). Eles também são uma das duas equipes que ganharam todos os quatro troféus na mesma temporada (na temporada de 1999-2000), e têm o recorde do Iraque de jogos consecutivos da liga invicto (39 partidas, de 1993 a 1994). 
No entanto, o Al-Zawra'a não conseguiu reproduzir o seu domínio doméstico no palco continental, não conseguindo uma única grande honra continental; os únicos clubes iraquianos existentes que fizeram isso são dois de seus rivais mais ferozes, Al-Shorta e Al-Quwa Al-Jawiya . As suas melhores conquistas continentais incluem o quarto lugar no Campeonato Asiático de 1996-97 e a finalização como vice-campeã da Taça dos Vencedores das Taças da Ásia de 1999-2000, onde perdeu a final para o clube japonês Shimizu S-Pulse . Desde a Liga dos Campeões da AFC, que foi formada em 2002, o Al-Zawra'a nunca ultrapassou a fase de grupos do torneio, apesar de ter alcançado os oitavos-de-final da Taça AFC por três vezes e os oitavos-de-final do UAFA Club Championship por duas vezes. A cor da equipe é branca, assim o apelido de Al-Nawaris , que significa As Gaivotas.

## Títulos
- Iraqi Premier League: 14 (1976, 1977, 1979, 1991, 1994, 1995, 1996, 1999, 2000, 2001, 2006, 2011, 2016, 2018)
- Copa do Iraque: 15 (1976, 1979, 1981, 1982, 1989, 1990, 1991, 1993, 1994, 1995, 1996, 1998, 1999, 2000 e 2017)
- Taça da Liga: 3 (1991, 1999 e 2003)
- Super Copa do Iraque: 4 (1998, 1999, 2000 e 2017)
- Iraque Divisão Um: 1 (1975)
- Iraque Terceira Divisão: 1 (1974)
- Iraque Quarta Divisão: 1 (1971)